# Penutià de la costa d'Oregon
El penutià de la Costa d'Oregon és una família de tres llengües petites o grups d'idiomes de la costa d'Oregon que té el suport moderat de la comunitat científica. Encara que gran part de la seva similitud és demostrable a causa del contacte de llengües, lingüistes com Scott DeLancey creuen que poden estar relacionats genealògicament amb molta més antiguitat. Formen part de la proposta hipotètica macro-penutià.

## Llengües de la costa d'Oregon
- Alsea
  - Yaquina, parlat a la costa central d'Oregon al voltant de Yaquina Bay i al costat del riu Yaquina (costa central d'Oregon) pels yaquina
  - Alsea, parlat a la costa central d'Oregon al voltant d'Alsea Bay i al llarg dels rius Alsea i Yachats pels alsea
- Siuslaw
  - Dialecte siuslaw parlat a la costa central d'Oregon al llarg del riu Siuslaw i al voltant del llac Siltcoos
  - Dialecte kuitsh parlat a la costa central d'Oregon al llarg de Winchester Bay i dels rius baix Umpqua i Smith.
- Coos
  - Possiblement es parlava molts dialectes hanis al llarg de la costa meridional d'Oregon a la rodalia de la badia de Coos i al llarg del riu Coos.
  - Possiblement un o dos dialectes miluk es parlaven al llarg de la costa sud d'Oregon al voltant de South Slough de Coos Bay i al llarg del baix riu Coquille.